# Бус (Сар)
Бус (њем. Bous) општина је у њемачкој савезној држави Сарланд. Једно је од 13 општинских средишта округа Сарлуис. Према процјени из 2010. у општини је живјело 7.290 становника. Посједује регионалну шифру (AGS) 10044122.

## Географски и демографски подаци
Бус се налази у савезној држави Сарланд у округу Сарлуис. Општина се налази на надморској висини од 229 метара. Површина општине износи 7,6 km². У самом мјесту је, према процјени из 2010. године, живјело 7.290 становника. Просјечна густина становништва износи 958 становника/km².

## Међународна сарадња
| Мјесто   | Држава    | Врста сарадње | Од    |
| -------- | --------- | ------------- | ----- |
| Куликоро | Мали      | партнерство   | 1989. |
|          | Француска | партнерство   | 1989. |
| Извор    |           |               |       |